# Муйнак
Муйнак (узб. Moʻynoq / Мўйноқ; каракалп. Moynaq / Мойнақ) — город, административный центр и крупнейший населённый пункт Муйнакского района Республики Каракалпакстан — суверенной республики в составе Республики Узбекистан.
Бывший морской порт на Аральском море, ныне находится в пустыне Аралкум.

## История
15 ноября 1933 года постановлением ВЦИК селение Муйнак было отнесено к категории рабочих посёлков. В то время Муйнак находился в составе Кара-Калпакской АССР, которая, в свою очередь, входила в состав РСФСР.
В 1950-е годы Муйнак получил статус посёлка городского типа. В 1963 году Муйнаку был присвоен статус города. Являлся одним из двух городов на берегу Аральского моря наряду с Аральском.
В 1960-х годах началось строительство мелиоративных каналов от Амударьи для орошения хлопчатника. В результате в Аральское море стало поступать меньше воды, и оно начало мелеть.
Вплоть до середины 1980-х годов Муйнак являлся развитым рыболовецким городом-портом на южном берегу Аральского моря. В городе работал Муйнакский рыбоконсервный комбинат, который был градообразующим предприятием и одним из крупнейших рыбоконсервных предприятий бывшего СССР.
В 1980-х, чтобы не закрывать рыбоконсервный завод в Муйнаке, сюда привозили замороженную рыбу из России. В начале 1990-х рыбоконсервный завод был закрыт, началась безработица, жители стали покидать свои дома и уезжать в Нукус, Кунград и другие города.
Участилась повторяемость пыльно-солевых бурь, заболевания населения (болезни желудочно-кишечного тракта, глазные и  кожные). Уровень грунтовых вод упал, ускорился процесс опустынивания местности.
Оставшиеся родники стали не пригодны для питья из-за высокого содержания пестицидов, которые были смыты с хлопковых полей в Амударью. Порт превратился в «кладбище кораблей».
Из-за снижения уровня воды в Аральском море сегодня береговая линия находится в 100 км от Муйнака. Обнажившееся дно бывшего озера, которое за великолепные пляжи, обилие рыбы и большие размеры называли морем, теперь превратилось в пустыню.
Местные жители называют пустыню Аралкум (аналог пустыни Кызылкум). Раньше по морю плавали морские корабли. Сейчас они стоят заброшенными и ржавеют на «кладбище кораблей» в бывшем порту Муйнака.
По состоянию на 2011 год, от Муйнака около 100 км до западной (глубокой) части Южного Аральского моря и около 180 км до восточной (мелководной) части. Восточная часть моря (за счёт сравнительно небольших глубин) наиболее быстро отступала от Муйнака: ещё в середине 1990-х годов она находилась на расстоянии 45 км от города, а в начале 2000-х годов — на расстоянии 100 км.
В 2008 году компанией «Петро Альянс» были проведены разведочные работы по поиску нефти и газа на бывшем дне Аральского моря, результат оказался положительным. Газ здесь высокого качества, с минимальным содержанием сероводородов.
20-21 января 2017 года началась прокладка водопроводной сети Кунград — Муйнак. Строительство сооружения стоимостью 26,6 млрд сумов и протяженностью 101 км велось 5 месяцев. Чистой питьевой водой теперь обеспечены более 25 000 человек. Водопровод Муйнак — Учсай будет продлён на 1,51 км.
Начиная с середины 2000-х годов город стал привлекать туристов со всего мира. Поток туристов в Муйнак резко увеличился после 2016 года.
В настоящее время Муйнак является важным перевалочным пунктом для туристов и учёных, которые собираются посетить и изучать отдалённые районы высохших частей Аральского моря.
Также именно через Муйнак на внедорожниках туристы попадают на берега Аральского моря, отошедшего от Муйнака на несколько десятков километров на север и северо-запад.

## Население
Численность населения составляла: 13 000 жителей — в 1991 году и 18 196 — в 2012 году. По состоянию на 1 января 2018 года, численность населения Муйнака составляла 13 500 человек.
В отличие от большинства городов Узбекистана, в Муйнаке имеется стабильная тенденция сокращения численности населения. Основную часть населения города составляют каракалпаки.
Также в городе проживают довольно большое количество узбеков и казахов. Из национальных меньшинств также встречаются татары, туркмены и другие.

## Языки
Как и в остальном Каракалпакстане, в Муйнаке официальный статус имеют узбекский и каракалпакский языки. Русский язык фактически имеет статус языка межнационального общения. В городе среди работников туризма и обслуживания также распространён английский язык из-за популярности города среди иностранных туристов.

## Транспорт
Водный транспорт в настоящее время отсутствует. Не функционирует Муйнакский порт. К юго-востоку от города находится небольшой аэродром, работающий нерегулярно. Общественный транспорт представлен редкими маршрутками Daewoo Damas, а также частными извозчиками и таксистами на легковых автомобилях.

## Фестиваль «Стихия»
В Муйнаке проходит ежегодный некоммерческий фестиваль электронной музыки, искусства и науки «Стихия». Миссия фестиваля — помощь региону Приаралья и повышение осведомлённости о катастрофе Аральского моря.
Сегодня «Стихия» — это смешение нескольких проектов, в которые вовлечены музыканты, ди-джеи, продюсеры, деятели искусства и науки. Все они объединены единой целью создания мощного притяжения в очень необычном месте на земле. Со времён высыхания моря фестиваль является самым громким событием.
Фестиваль обычно длится 2 дня непосредственно на кладбище кораблей и за несколько лет завоевал большую популярность среди поклонников жанра электронной музыки. Фестиваль завершается церемониальным сжиганием 10-метровой инсталляции из букв «SEA».

## Галерея
- Кладбище кораблей
- Памятник, установленный на бывшем берегу моря
- Артефакт прошлого: плакат с рыбаком
- Въезд в город